# Montagne Sainte-Victoire
De Montagne Sainte-Victoire is een kalksteenmassief in het zuiden van Frankrijk, dicht bij Aix-en-Provence. De bergketen loopt van west naar oost en strekt zich uit over 18 km. Het hoogste punt is de Pic des Mouches, met 1011 meter. Na het massief van Sainte-Baume vormt de Montagne Sainte-Victoire het meest zuidelijke massief dat geologisch gezien deel uitmaakt van de Franse Voor-Alpen.
Op een top van 945 meter staat het Croix de Provence, een 17 meter hoog kruis.
Bij een brand in 1989 werd een groot deel van de vegetatie van de Montagne Sainte-Victoire verwoest.
De berg kreeg zijn naam door de overwinning van Marius op de Teutonen in de Slag bij Aquae Sextiae
De Montagne Sainte-Victoire vormde een inspiratiebron voor de schilder Paul Cézanne, die meerdere schilderijen en tekeningen van het gebergte maakte (zie Mont Sainte-Victoire). De plek kreeg het keurmerk Grand Site de France.